# Gradual

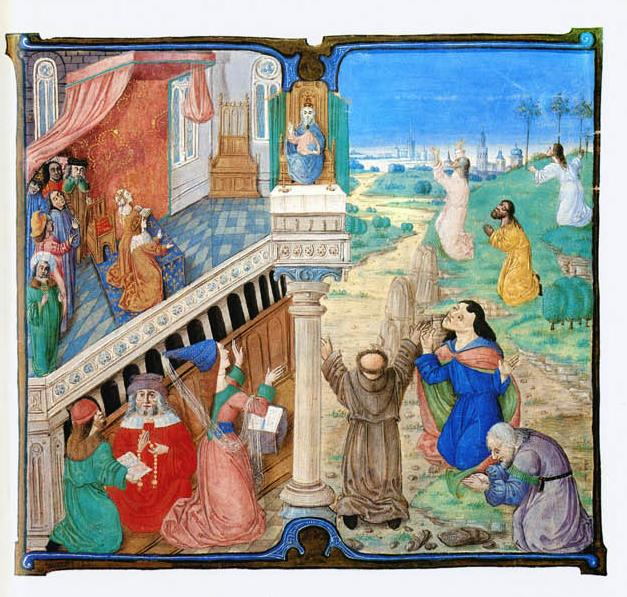
Miniatura de la letra "I", perteneciente al gradual del rey Matías Corvino de Hungría

El gradual (en latín, graduale) es un canto en la misa católica, que se canta o se lee después de la Epístola y antes del aleluya o bien, en la temporada de la Cuaresma, antes del tracto.[cita requerida]
El término también puede referirse a un libro que recoge todos los temas musicales de la misa; en latín, se le llama Graduale Romanum.[cita requerida]
La forma usual del gradual es una respuesta en solitario con un solo verso, aunque en el Renacimiento se encontró una repetición final de la respuesta, y aún se permite en el Liber Usualis.[cita requerida]
Los graduales son algunos de los más floridos y melismáticos cantos gregorianos; el Clamaverunt iusti, por ejemplo, tiene melismas de hasta 66 notas.[cita requerida]
Los graduales son algunas de las partes de la misa compuestas más frecuentemente como órgana (método primitivo de acompañamiento exclusivamente vocal), incluida tanto la Escuela de San Marcial de Limoges —de la abadía de San Marcial en Limoges, centro de Francia)— como la Escuela de Notre Dame.[cita requerida]
Habitualmente, las partes que cantaba el solista (el comienzo de la respuesta y el verso) son las únicas escritas, mientras que las partes corales seguían interpretándose en canto llano.[cita requerida]
En 1198, Odo de Sully, obispo de París, autorizó interpretaciones polifónicas de graduales, incluido el famoso órganum, de Perotín, en cuatro partes, Sederunt príncipes, para el día de san Esteban, y Viderunt omnes, para Navidad.[cita requerida]
Durante el Renacimiento, numerosos graduales fueron elaborados en Hungría a mano de artistas expertos italianos, alemanes, franceses que vivieron en la corte del rey Matías Corvino de Hungría (1458-1490). Todos estos formaban parte de la Bibliotheca Corvinniana, una de las más importantes de su época en Europa, ubicada en el palacio real de Buda. Luego de la ocupación de Hungría por el imperio otomano tras la derrota de la batalla de Mohács en 1526, todo el legado cultural se perdió. Sin embargo, en muchos lugares aún se conservan cerca de 200 obras de la biblioteca húngara, y una de las piezas más importantes es un gradual en el que aparece el sello del rey húngaro y que se halla riquísimamente decorado con miniaturas alegóricas al Antiguo Testamento.[cita requerida]

## Indulgencia
El Enchiridion Indulgentiarum de 2004 concede la indulgencia parcial.